# 永远是你的女孩
《永遠是你的女孩》（英語：Forever Your Girl）是美國女歌手寶拉·阿巴杜首張錄音室專輯，1988年6月13日由美國維京唱片公司發行。專輯在美國告示牌獲得10週冠軍，銷售數字逾7白金。《永遠是你的女孩》在美國發行了5首TOP 5單曲，其中4首是冠軍，寶拉·阿巴杜成為第一位能在首張專輯就締造4首冠軍單曲的女藝人。這張專輯的成功，不但順利的幫寶拉·阿巴杜打響在全美的知名度，更為她奪得生平首座葛萊美獎。

## 專輯資料

### 簡介
寶拉·阿巴杜自1986年起就跟在珍娜·傑克森身邊擔任舞曲總指導工作，因此當珍娜·傑克森的第三張專輯《控制》（Control）大紅之後，幕後功臣之一的寶拉·阿巴杜知名度也跟著水漲船高。1980年代中期，當寶拉·阿巴杜看到瑪丹娜、麥可·傑克森和珍娜·傑克森等歌手能靠著製作精美的流行舞曲音樂影片獲得媒體關注提高知名度時，她認為她也有機會在演藝圈闖出一片天。1987年，寶拉·阿巴杜自己出資灌錄了專輯《永遠是你的女孩》，這張專輯收錄了十首歌曲，全都是她最鍾愛和擅長的動感舞曲，其中金牌製作人娃娃臉還特地跨刀相助。

### 商業成績
《永遠是你的女孩》在1988年7月23日進入告示牌專輯榜，首週成績為第184名，雖然剛開始專輯的成績並不理想，但隨著單曲、和陸續坐上單曲榜冠軍，寶拉·阿巴杜的聲勢也隨之越來越旺後，這張專輯終於在進榜第64週登上冠軍寶座，刷新告示牌專輯榜紀錄，成為花費最長時間才摘冠的專輯。《永遠是你的女孩》曾兩度登上榜首位置，合計共摘下10週冠軍，這張專輯在榜內共停留了175週，已超過三年的時間，在美國地區的銷售數字更高達了7白金。
《永遠是你的女孩》在英國專輯榜最高名次為第3名，是寶拉·阿巴杜在英國成績最好的專輯。她在英國單曲榜上也有兩首單曲進入前十名，〈Straight Up〉獲得第3名，〈Opposites Attract〉為第2名。

### 獎項評價紀錄
《永遠是你的女孩》一共推出六首單曲，其中有四首獲得冠軍，寶拉·阿巴杜成為史上第一位能在首張專輯中就締造4首冠軍單曲的女藝人。《永遠是你的女孩》光是在全美一地就開出七百萬張的紅盤，一個新人能夠有如此般的好成績誠屬不易。這張專輯還連續兩年進入告示牌年終專輯排名前10名，1989年位於第3名，1990年則是第6名。2016年告示牌雜誌遴選「Greatest of All Time Billboard 200 Albums」，《永遠是你的女孩》位居第19名。
寶拉·阿巴杜在1989年的MTV音樂錄影帶大獎頒獎典禮上大放異彩，她憑藉著冠軍單曲悍然奪下「最佳編舞」、「最佳舞曲」、「最佳女藝人」和「最佳剪輯」等四個大獎。除此之外，寶拉·阿巴杜更以這支真人與卡通結合成的音樂影片，獲得1990年第33屆葛萊美獎「最佳音樂錄影帶及短片獎」（Best Music Video - Short Form），這是寶拉·阿巴杜第一次也是至今唯一一次獲得葛萊美獎。

## 曲目
| 曲序 | 曲目                                    | 词曲                                               | Producer(s)     | 时长 |
| ---- | --------------------------------------- | -------------------------------------------------- | --------------- | ---- |
| 1.   | (It's Just) The Way That You Love Me    | Oliver Leiber                                      | Leiber          | 5:22 |
| 2.   | Knocked Out                             | Babyface • Daryl Simmons • L.A. Reid               | Reid • Babyface | 3:52 |
| 3.   | Opposites Attract（with The Wild Pair） | Leiber                                             | Leiber          | 4:24 |
| 4.   | State of Attraction                     | Glen Ballard • Siedah Garrett                      | Ballard         | 4:07 |
| 5.   | I Need You                              | Jesse Johnson • Ta Mara                            | Johnson         | 5:01 |
| 6.   | Forever Your Girl                       | Leiber                                             | Leiber          | 4:58 |
| 7.   | Straight Up                             | Elliot Wolff                                       | Wolff           | 4:11 |
| 8.   | Next to You                             | Curtis Williams • Kendall Stubbs • Sandra Williams | C. Williams     | 4:26 |
| 9.   | Cold Hearted                            | Wolff                                              | Wolff           | 3:51 |
| 10.  | One or the Other                        | Paula Abdul • C. Williams • Duncan Pain            | C. Williams     | 4:10 |

## 單曲排名
| 年份 | 歌曲                                 | Billboard Hot 100 | UK Singles |
| ---- | ------------------------------------ | ----------------- | ---------- |
| 1988 | Knocked Out                          | 41                | 21         |
| -    | (It's Just) The Way That You Love Me | 88 (re-issue)3    | 74         |
| 1989 | Straight Up                          | 1 (3週)           | 3          |
| -    | Forever Your Girl                    | 1 (2週)           | 24         |
| -    | Cold Hearted                         | 1                 | 46         |
| -    | Opposites Attract                    | 1 (3週)           | 2          |